# Mastomys erythroleucus
Mastomys erythroleucus là một loài động vật có vú trong họ Chuột, bộ Gặm nhấm. Loài này được Temminck mô tả năm 1853.